# Halloween (album)
Pour les articles homonymes, voir Halloween (homonymie).
Albums de Frank Zappa
FZ:OZ
(2002) Imaginary Diseases
(2006)
Halloween est un album posthume de Frank Zappa sorti le 4 février 2003 produit par Dweezil Zappa. Il s'agit d'un album live, à partir de morceaux enregistrés au Palladium (en) de New York le 27, 28 et le 31 octobre 1978.

## Titres
1. NYC Audience — 1 min 17 s
2. Ancient Armaments — 8 min 23 s
3. Dancin' Fool — 4 min 35 s
4. Easy Meat — 6 min 03 s
5. Magic Fingers — 2 min 33 s
6. Don't Eat The Yellow Snow — 2 min 24 s
7. Conehead — 4 min 02 s
8. Zeets — 2 min 58 s
9. Stink-Foot — 8 min 51 s
10. Dinah-Moe Humm — 5 min 27 s
11. Camarillo Briollo — 3 min 14 s
12. Muffin Man — 3 min 32 s
13. Black Napkins (The Deathless Horsie) — 16 min 56 s

## Musiciens
- Frank Zappa - guitare, chant
- Denny Walley - guitare, chant
- Tommy Mars - claviers, chant
- Peter Wolf - claviers
- Ed Mann - percussions
- Arthur Barrow - basse
- Patrick O'Hearn - basse
- Vinnie Colaiuta - batterie
- L. Shankar - violon électrique

## Production
- Production : Dweezil Zappa
- Ingénierie : Joe Chiccarelli
- Direction musicale : Frank Zappa
- Photo couverture : Molly Stein